# Diagonale band van Broca
De diagonale band van Broca is een kern van de basale voorhersenen. Hij loopt midden door de substantia innominata.
Samen met het septum pellucidum en de nucleus septalis medialis levert de diagonale band van Broca een bijdrage aan de ontwikkeling van thètagolven in de hippocampus. Deze kunnen met een EEG worden opgepikt.
Het gedrag van de diagonale band van Broca kan worden beïnvloed door zenuwgroeifactor.